# Ephedra major
Ephedra major là một loài thực vật hạt trần trong họ Ephedraceae. Loài này được Host mô tả khoa học đầu tiên năm 1831.